# Санаровка
Санаровка (рос. Санаровка)  — село Усть-Канського району, Республіка Алтай Росії. Входить до складу Талицького сільського поселення.
Населення —  113 осіб (2015 рік). 